# David Hawk
David Reese Hawk (* 7. Juli 1934 in Dallas, Texas; † 4. Mai 2020 in Corsicana, Texas) war ein US-amerikanischer Schiedsrichter im American Football, der von der Saison 1972 bis zur Saison 1989 in der NFL tätig war. Er trug die Uniform mit der Nummer 66, außer in den Spielzeiten 1979 bis 1981, in denen positionsbezogene Nummern vergeben wurden.

## Karriere
Hawk begann im Jahr 1972 seine NFL-Laufbahn als Line Judge, wechselte ein paar Jahre später auf die Position des Head Linesman und in den 80er Jahren schließlich auf die Position des Side Judges.
Zum Ende der Saison 1989 trat er als Schiedsrichter zurück.